# Породица Банкер
Породица Банкер је тузланска италијанско-српска породица, коју су сачињавали Леонард и Љубица Банкер (рођена Питић), као и њихово троје деце - Весна, Бруно и Риналд звани „Брацо“.
Леонард Банкер звани „Нарди“, рођен 1899. године је био Италијан и 1919. године је као зидарски радник дошао у Тузлу. Пошто је био марксистички оријентисан, приступио је тада основаној Социјалистичкој радничкој партији Југославије (комуниста) (СРПЈ(к)), а касније названој Комунистичка партија Југославије (КПЈ). Као истакнути учесник револуционарног радничког покрета, био је један од оснивача прве партијске организације КПЈ у Тузли, а касније је био члан Месног комитета КПЈ за Тузлу и Обласног комитета КПЈ за Тузланску област. У великој полицијској провали у партијску организацију Босне и Херцегивине, крајем 1932. године, Леонард је био ухапшен и због „комунистичке активности“ је на тзв „Тузланском процесу“ 13. октобра 1933. године од стране Државног суда за заштиту државе осуђен на пет година затвора. Казну је издржавао у затвору у Сремској Митровици, где су тада робијали и многи други политички робијаши-комунисти, као нпр - Јован Веселинов, Станко Пауновић Вељко, Спасоје Стејић Баћо, Бане Андреев и др. Заједно са њима Леонард је учествовао у борби за побољшање услова живота политичких робијаша. Био је учесник штрајка глађу, који су фебруара 1936. године организовали робијаши-комунисти. Услед тешког живота робијаша и штрајка глађу, разболео се и у тешком стању је пренет у затворску болницу у Београду, где је умро 11. маја 1936. године.
После Леонардове смрти, његова породица - супруга Љубица Банкер (рођена 1893. године у Тузли), као и њихово троје деце Весна, Бруно и Риналд су били приморани, пошто је Леонард био Италијан, да се иселе из Краљевине Југославије. Пошто се у Краљевини Италији тада на власти налазио фашистички режим Бенита Мусолинија, они су били у страху да ће по доласку у Италију бити прогоњени због Леонардове припадности комунистичком покрету. Уз помоћ Љубомира Пелеша, тузланског адвоката, као и међународне организације „Црвена помоћ“ они су успели да оду у Француску, одакле су мислили да отпутују у Совјетски Савез. Пошто у Паризу, где се тада налазило средиште Централног комитета КПЈ, нису успели да добију пасоше за путовање у СССР, француска власт их је отерала у логор за азиланте, где су провели око годину дана. После тога су до окупције Француске, живели у Паризу, где су Љубица и Весна радиле по кућама, а синови су ишли у школу и на занат. 
После немачке окупације Француске, 1940. године, Љубица и њени синови су се активно укључили у Француски покрет отпора, док се ћерка Весна вратила у Југославију, ге се у Тузли удала за Хасана Одобашића. Тамо је живела све до Априлског рата 1941. године, када је умрла на порођају. Бруно Банкер, као активни учесник Покрета отпора, погинуо је августа 1944. године током борби за ослобођење Париза. 
После завршетка Другог светског рата, Љубица Банкер је за своје учешће, као и учешће свог погинулог сина, у Покрету отпора, од стране француске владе одликована Орденом легије части. Заједно са најмлађим сином Риналдом вратила се у Југославију, где је живела до своје смрти 1977. године. 
Једна улица, као и Грађевински школски центар у Тузли носе име Леонарда Банкера. 